# Leptomastidea alleni
Leptomastidea alleni är en stekelart som beskrevs av John S. Noyes och Hayat 1994. Leptomastidea alleni ingår i släktet Leptomastidea och familjen sköldlussteklar.
Artens utbredningsområde är Thailand. Inga underarter finns listade i Catalogue of Life.